# Numantinska vojna
Numantinska vojna oziroma tretja keltiberska vojna je bila vojna med Rimljani in prebivalci mesta Numancije, ki je ležalo na severovzhodu današnje Španije v provinci Soria. Danes arheološko mesto Numancija ima simbol upora ljudstva za svobodo in neodvisnost.

### Geografski položaj
Numancija ima ugodno strateško pozicijo. Leži na visoki vzpetini Cerro de la Muela, okoli nje je ravnica, omejuje jo Ibersko gorovje, na zahodu Sierras de Urbión, na vzhodu pa gora Moncayo. Ravnico seka reka Duero, ki skupaj s svojima dvema pritokoma Merdancho in Tero funkcionira kot naravna obramba proti sovražniku. Apijan opisuje tudi, da je bila Numancija v tistem času obdana z gostim gozdom, zato je bila verjetno tudi vlažnost zraka višja in reka Duero je verjetno imela večji pretok. Slednja je bila plovna, po njej so trgovci prevažali vino in žito. Imela je veliko pašnikov in živine. Okoli svojega mesta je bila obdana z jarki in bloki skal. 

### Numancija v kontekstu Hispanije
Mesto Numancija je spadalo k ljudstvu Arevaci (po špansko Arévacos). Na zahodu so bili sosedi Vaccaei s središčem v Pallantii, na jugu so bili Sedetani, natančneje ljudstva Titthi, Lusoni in Belli (po špansko Tittos, Lusones in Bellos). Reka Ebro je bila meja med njimi in ljudstvom Ilergetes (glej mapo).
Potrebno je izpostaviti, da je bila takrat rimska Hispanija razdeljena na dve upravni območji: na Tostransko Španijo (Hispania Citerior) in na Onstransko Španijo (Hispania Ulterior). Do leta 154 pr. n. št. je rimsko ozemlje približno obsegalo današnjo Katalonijo, Aragón, Comunitat Valenciana, Andaluzijo, Murcio in južni del Castille-La Mancha. 

### Pričetek vojne: neuspešni rimski poveljniki
Vsi spodaj našteti konzuli so bili neuspešni v numantinski vojni in so doživeli katastrofalne ter ponižujoče poraze. Pri njih je predvsem prevladovala želja po zaslugah in slavi, hkrati pa senat ni popuščal v zahtevi, da morajo doseči popolno predajo Numantincev. Numantinsko vojno moramo razumeti kot nadaljevanje Luzitanske vojne (154 – 139 pr. n. št.), v kateri je imel glavno vlogo vojaški poveljnik barbarov Viriatus, ki je pozval ljudstva Vaccaei, Titthi in Belli k uporu ter je zato odgovoren za numantinsko vstajo v Tostranski Španiji.
Prvi poveljnik, ki so ga Rimljani poslali v vojno proti Numantincem, je bil Quintus Caecilius Metellus (143 pr. n. št.). Po pričevanju Apijana je ta dobil na razpolago veliko vojsko. Rimski senat mu je zaupal, ker je leta 168 pr. n. št. zmagal v četrti makedonski vojni. Najprej si je podredil Vaccaee, nato sta mu preostali Numancija in Termantia (današnji Tiermes). Numantinci so sloveli po odlični pehoti in konjenici, vse skupaj je bilo osem tisoč mož. Ker so boji večinoma potekali spomladi in poleti, je vojska Metullusa odšla prezimovat v svoj vojaški tabor. S tem dejanjem se je tudi končala neuspešna epizoda Metullusa. 
Nasledil ga je Quintus Pompeius (141 pr. n. št.), ki je imel na voljo trideset tisoč pehote in dva tisoč konjeniških enot, odlično izurjenih. Kljub temu so mu bili Numantinci kos zaradi svojega gverilskega načina bojevanja, velikokrat so se skrivali v zasedah in se spopadali z rimsko vojsko v manjših spopadih ter jih tako oslabili. Zaradi slabega vzdušja v vojski se je Q. Pompeius odločil napasti manjše sosednje mesto Termantia. Izgubil je sedemsto mož. Prebivalci mesta Termantia so se izkazali za enako uporne in čvrste kot Numantinci. Edino mesto, ki ga je uspel osvojiti v svojem času konzulstva je bilo mesto Malia, ki je bilo pod vojaškim nadzorom Numantincev. Pompeius je zopet napadel Numancijo in sicer tako, da je poskušal spremeniti rečni tok reke ter ga preusmeriti na ravnico. To se je izkazalo kot nemogoče, ker so Numantinci ovirali in pobijali vojake pri izkopu jarka. V tistem času so Pompeiusu zamenjali izkušenejše vojake z neizkušenemi, saj so prvi služili v vojski že šest let. Da bi Pompeius novo vojsko natreniral in discpliniral, je prekinil vojaške napade na Numancijo. Mnogo vojakov je umrlo zaradi mraza in lakote ter zaradi gverilskih napadov Numantincev, medtem ko so odhajali nabirati krmo za živino. Kot smo lahko videli, je Quintus Pompeius naletel na trdožive Keltibere, ki so mu prizadejali mnogo porazov in škode. Zaradi strahu pred senatorji, ki bi ga verjetno preganjali in obsodili, se je na skrivnem dogovoril z Numantinci za mirovni sporazum. Hkrati pa je po dogovoru z Numantinci javno zavrnil ponudbo miru, ko so po poslancih prišli prosit zanj zaradi poboja njihovih mož, nezmožnosti dela na poljih, lakote in same dolgotrajnosti vojne. 
Po zimovanju je bilo vse v pričakovanju prihoda novega poveljnika, to je bil M. Popilius Laenas (139 pr. n. št.). Ta je zavrnil omenjeni miroljubni dogovor, ker je vedel, da je sramoten za Rim. Laenas je poslal pritožbo senatu zoper Pomepiusa. Na zagovoru v Rimu so si Numantinci in Pompeius nasprotovali v svojih trditvah. Rimski senat se je odločil, da se mora vojna v Tostranski Španiji nadaljevati. Popilius ni dosegel ničesar omembe vrednega v numantinski vojni.
Naslednik Popiliusa je bil C. Hostilius Mancinus (137 pr. n. št.). Tudi on je doživel veliko porazov. Zaradi širjenja govoric, da prihajajo Kantabri in Vaccaei na pomoč Numantincem, se je ustrašil in pobegnil na osamljen kraj, kjer je nekoč imel tabor Nobilior (današnja La Gran Atalaya de Renieblas). Ko so ga obkolili Numantinci, so zahtevali mir med Rimljani in Numantinci, sicer bi ga ubili. Mancinus je pristal na mir, ki je postavljal Numantince v enakopraven položaj z Rimljani. Na tako sklenjen mir je zelo burno reagiral rimski senat: odpoklical je Mancinusa in ga dal pred sodišče, v Hispanijo pa so poslali drugega konzula, M. Aemiliusa Lepidusa Porcina (137 pr. n. št.). V Rim so prišli tudi poslanci Numancije, da bi pojasnili svoje stališče v zvezi s konzulom Mantinusom. Medtem ko so reševali spor v Rimu, je Aemilius Lepidus zaradi svoje nepotrpežljivosti in pohlepa po slavi napadel ljudstvo Vaccaei pod pretvezo, da ti oskrbujejo Numantince s hrano. Njihovo ozemlje skupaj z glavnim mestom Pallantia je popolnoma opustošil. Ko so Rimljani slišali kaj jim je zakuhal Aemilius, ko je napadel nedolžno ljudstvo brez njihove privolitve, so ga odstavili s poveljstva in konzulstva. V Rim se je vrnil kot navaden državljan, vendar je bil kaznovan z denarno globo. Senat se je glede Mancinusa odločil predati ga golega Numantincem, zaradi veleizdaje. Mancinus se je izgovarjal na Pompeiusa, ker naj bi mu ta predal leno in slabo opremljeno vojsko. Za C. Hostiliusa Mancinusa lahko rečemo, da je najslabše končal izmed vseh poveljnikov v numantinski vojni. Zadnji konzul pred prihodom Scipiona Emilijana je bil L. Furius Philus (135 pr. n. št.), ki ni napadel Numancije temveč ozemlje ljudstva Pallantians. Prezimil je na ozemlju ljudstva Carpetani (današnja Castilla-La Mancha).

### Prihod Scipiona Emilijana (Publius Scipio Aemilianus) (134-133 pr. n. št.)
Leta 134 pr. n. št. je bil Scipion Emilijan ponovno izvoljen za konzula, čeprav je senat temu nasprotoval, vendar je bilo to nujno potrebno, da bi se lahko čim prej vključil v numantinsko vojno. Bil je eden od njihovih najboljših vojaških poveljnikov. Cenili so ga, ker je leta 146 pr. n. št. osvojil in porušil Kartageno. Zaradi težav z rekrutacijo so jedro njegove vojske postali prostovoljci. Med njimi je bila elitna skupina petstotih izkušenih vojakov. Njegovemu vojaškemu podvigu so se pridružile tudi pomembne osebnosti, kot je bil mladi ambiciozni politik Gaj Marij, zgodovinar Polibij in pesnik Lucilij. Celotno število njegovih prostovoljcev je štelo štiri tisoč.

#### Discipliniranje vojske
Ob prihodu v Hispanijo je Scipion najprej želel urediti razmere v vojski in vzpostaviti strogo disciplino. Naprej je izgnal vse trgovce, prostitutke, jasnovidke in čarodeje. Potem je prepovedal uvoz vseh nepotrebnih predmetov, izgnal je nepotrebne vprežne živali, vojakom je dovolil imeti samo nabodalo, lonec in eno čašo za pripravo hrane. Njihova hrana je bila omejena na pečeno meso. Ni jim bilo dovoljeno spati na posteljah, le na slamnati podlagi. Prepovedal jim je tudi jezditi mule, ko so bili na vojaškem pohodu. Morali so hoditi. Z vsemi omenjenimi ukrepi je v vojsko uvedel disciplino. 
Vojsko je uril tako, da jim je dal nalogo postaviti tabor ter ga nato še isti dan podreti. Med vojaškim pohodom so morali hoditi v kvadratni formaciji in noben ni smel stopiti iz svojega položaja, razen če mu je bilo tako naročeno. Ob postavitvi tabora je vsakemu vojaku natančno naložil naloge, ki jih je moral opraviti v odmerjenem času.
Ko je postala vojska bolj disciplinirana, se je premaknil bližje Numanciji. Nikoli ni razdeljeval vojske na manjše kontingente, zato da bi se izognil kakršnikoli morebitni katastrofi. Bil je previden, pameten in bistroumen strateg. 
Po nekaj manjših vojaških epizodah z Vaccaei in Caucaei je odšel zimovat v vojaški tabor. Tam so se mu pridružile dodatne vojaške sile iz Numidije, Pergamona ter iz selevkidskega kraljestva. Še posebej omembe vreden je Jugurta, vnuk Masinise iz Numidije. 

#### Postavljanje obzidja okoli Numancije
Scipion Emilijan se ni odločil za direktne vojaške napade na Numantince kot so to počeli prejšnji vojaški poveljniki, temveč se je odločil, da bo postavil vojaško obzidje okoli mesta in ga tako prisilil k stradanju in posledično smrti. Podobno vojaško taktiko lahko zasledimo v prvi judovski vojni (66-74 n. št.)
Na začetku je postavil dva glavna tabora (špansko imenovana Castillejo in Peña Redonda). V enem je bil poveljnik Scipio, v drugem pa njegov brat Maximus. Postavil je vse skupaj sedem utrdb (Travesadas, Valdevorrón, Molino, Dehesilla, Peña del Judío, Alto Real in Vega). 
Samo obzidje je imelo devetkilometrski obseg, na vsake trideset metrov je bil stolp. Obzidje je bilo visoko tri metre. Znotraj zgrajenega rimskega obzidja je ukazal izkopati globok jarek okoli mesta. Zapovedal je tudi hiter prenos informacij in sicer, ko bi sovražnik napadel, bi vojaki to signalizirali podnevi z izstreljeno dolgo puščico z rdečo zastavico, ponoči pa z ognjeno puščico. Tako bi lahko ostale vojaške sile hitro prišle na pomoč. Po izkopu prvega jarka se je lotil izkopa drugega, ki je imel vkopane ostre sulice. Po reki Duero so lahko Numantinci prinašali hrano in komunicirali z zunanjim svetom. Scipion se je zato odločil postaviti dolg tram čez to široko reko, na njega pa je namestil dolga kopja in sulice, ki so preprečevale kakršenkoli promet po reki. Tram se je vrtel zaradi toka reke. S temi dejanji je Scipion Emilijan onemogočil Numantincem stik z zunanjim svetom, hkrati ni bilo možno izstopiti iz mesta ali vstopiti vanj. Skupno število vojakov, ki jih je imel Scipion Emilijan na voljo, je bilo šestdeset tisoč. Polovica vojske je bilo razporejene po obzidju, dvajset tisoč je bilo v stanju pripravljenosti, če bi sovražnik poskušal izvesti napad, preostalih deset tisoč je bila rezerva.

#### Devet mesecev obkolitve, strašen konec in posledice vojne
Po vseh pripravah so bili Rimljani pripravljeni na vojno. Numantinci so poskušali izvesti nekaj napadov na različnih položajih obzidja in ob različnih delih dneva. Vsi poskusi so bili neuspešni in jalovi, razen enega. Rhetogenesu, poimenovan z vzdevkom Caraunios, in njegovim petim prijateljem je uspelo neopazno pobegniti iz Numancije. Odšli so prosit za pomoč mesta Arevacijev, ki so jih zavrnila zaradi strahu pred Rimljani. Zgolj mesto Lutia je bilo pripravljeno priskočiti na pomoč. Ko so te novice dosegle Scipiona, je nemudoma odhitel s svojo vojsko proti Lutii. Poslal je glasnike, ki so zahtevali od prebivalcev Lutie, da izročijo Rimljanom štiristo mož, ki so bili pripravljeni pomagati Numanciji. Ti so jim jih izročili, Rimljani pa so kaznovali uporne može, tako da so jim odsekali roke. Scipion in njegova vojska sta se po zatrtju upora v mestu Lutia še isti dan vrnili v vojaški tabor. V času obkolitve so poskušali Numantinci doseči mir s Scipionom. Pripravljeni so se bili predati v zameno, če bi jim Scipion omogočil dostojno in varno življenje. Scipion je zavrnil njihovo ponudbo predaje in zahteval, da se mu morajo predati in odložiti svoje orožje.
Ko so Numantinci slišali odgovor Scipiona, so pobili glasnike, ki so jim ga bili prinesli. Zaradi hude lakote so pričeli oblizovati kože živali, da bi lahko preživeli, kmalu so pričeli jesti trupla, ko je tudi teh zmanjkalo pa so prišli na vrsto ranjeni in bolni. Na koncu so se nekateri prebivalci predali in bili prodani v suženjstvo, nekateri pa so vztrajali do konca ter umrli v boju za svojo svobodo. 
Mesto Numancija je bilo porušeno do tal, Scipion Afričan pa je slavil svoj drugi trijumf. Rimljani so s to zmago razširili svoje ozemlje proti notranjosti španskega polotoka.

### Zanimivost
Zgodovina numantinske vojne je postala osnova za tragedijo El cerco de Numancia, ki jo je napisal eden največjih španskih književnikov Miguel de Cervantes Saavedra. 